# NGC 5970
NGC 5970 (również PGC 55665 lub UGC 9943) – galaktyka spiralna z poprzeczką (SBc), znajdująca się w gwiazdozbiorze Węża. Odkrył ją William Herschel 15 marca 1784.